# 제주대학교 사범대학 부설고등학교
제주대학교 사범대학 부설고등학교(濟州大學校 師範大學 附設高等學校)는 대한민국 제주특별자치도 제주시 용담삼동에 위치한 국립 고등학교이다.

## 학교 연혁
- 1983년 4월 21일 : 제주대학교사범대학부속고등학교 15학급(남·여) 설치 인가
- 1984년 3월 1일 : 교육부 지정 상설 연구학교 개설
- 1984년 3월 6일 : 개교
- 1987년 2월 6일 : 제1회 졸업식(289명)
- 1990년 8월 24일 : 신교사 준공
- 1996년 12월 20일 : 일반 교실 4층 준공
- 1999년 2월 6일 : 미르관(급식소) 준공
- 2001년 3월 2일 : 교명 변경(제주대학교사범대학부설고등학교)
- 2005년 10월 13일 : 미르학습관(3,299.20m2) 준공
- 2009년 7월 17일 : 용연체육관 개관
- 2010년 3월 2일 : 영어교과교실 정책 연구학교 및 상설 연구학교 운영
- 2011년 3월 1일 : 교육과정혁신형 창의경영학교(영어중점학교) 지정(3년)
- 2012년 9월 7일 : 미르영어도서관 개관
- 2013년 12월 27일 : 수선화관(급식소) 개관
- 2013년 12월 30일 : 잔디 운동장 개장
- 2021년 3월 1일 : 고교학점제 연구학교(~ 2024. 02. 29.)
- 2023년 3월 1일 : 제17대 교장 강정석 취임
- 2025년 1월 7일 : 제39회 졸업식(졸업생 293명, 총 11,489명)
- 2025년 3월 4일 : 제42회 입학(입학생 307명)

## 참고 자료
- 제주대학교 사범대학 부설고등학교 - 한국교육학술정보원 학교알리미